# Carlos Vítor, Príncipe Hereditário da Albânia
Carlos Vítor, Príncipe Hereditário da Albânia (Potsdam, 19 de maio de 1913 — Munique, 8 de dezembro de 1973) era o único filho de Guilherme, Príncipe da Albânia e de sua esposa a princesa Sofia de Schönburg-Waldenburg . Carlos Vítor foi o herdeiro aparente do trono Albanês durante o curto reinado de seu pai. Ele detinha o título de Príncipe Hereditário da Albânia . Carlos Vítor morreu sem filhos, e após sua morte a sucessão aos direitos do trono Albanês pela Casa de Wied ficaram indecisos .